# Amfreville-les-Champs (Seine-Maritime)
Amfreville-les-Champs település Franciaországban, Seine-Maritime megyében. Lakosainak száma 190 fő (2022. január 1.). Amfreville-les-Champs Ouville-l’Abbaye, Berville, Criquetot-sur-Ouville, Doudeville, Grémonville és Yvecrique községekkel határos.

## Népesség
A település népességének változása:
| Lakosok száma | 184  | 175  | 171  | 168  | 173  | 179  | 184  | 190  |
|               | 2013 | 2015 | 2017 | 2018 | 2019 | 2020 | 2021 | 2022 |